# 舊社南興宮
24°10′50″N 120°42′21″E / 24.180470°N 120.705917°E
舊社南興宮，是位於臺灣臺中市北屯區舊社里的媽祖廟，其媽祖稱為「舊社媽」。

## 歷史

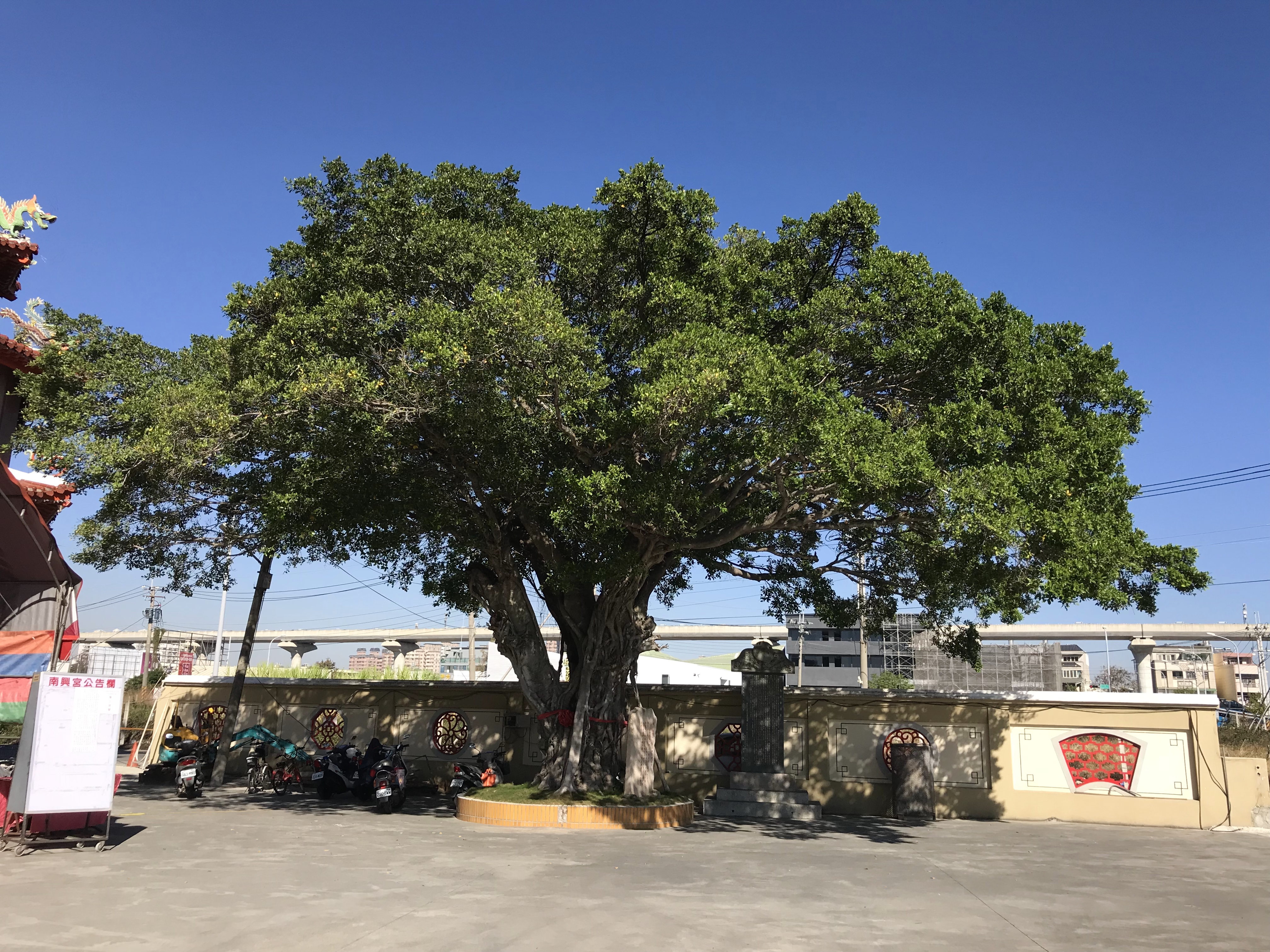
廟前的榕樹在改建時往前移約20公尺。附近的民眾相信這株樹有靈氣，有人會抱著樹幹摩擦身體、踩樹根。廟方還特別在樹旁立石碑。

乾隆十五年（1750年），漳泉先民在舊社安奉媽祖。日後，驅趕當地原住民、開鑿灌溉溝渠，移民增多，信眾與日俱增，香火漸漸鼎盛，遂發起組織聖母會，購置祭田數處，做為廟裡祭祀之經費。
據廟內「清漳福地」木匾內容，此廟首次重建於道光五年（1825年），第二次修建於同治十一年（1872年）。光緒中葉，設管理人專司年中行事，以一年兩次向信眾化緣，供為廟務營運經費。
乙未戰爭，1895年8月25日，黑旗軍等抗日軍與日軍在頭家厝激戰。25到26日，則是溝背之役（主戰場在舊社聚落北方兩百公尺金谷橋到雷公汴），舊社六庄的義軍利用此廟作物資後勤之地，對抗松山隆志率領的日軍。
1935年，第三次重建。戰後，祭田徵收轉放殆盡。早期與南屯萬和宮、台中萬春宮、台中樂成宮號稱為省轄市時期臺中市的四大媽祖廟。1977年信眾組織信徒大會，成立第一屆管理委員會，至1981年第三屆時廢止管理人及化緣制度。1984年，由修建委員會，重建正殿及鐘樓一部份，因廟地收回不順利，工程停頓，至1991年用地解決，續興建鐘鼓樓、金亭、牆圍，到1992年底主要建物興建完成，為地上三層樓建物。1996年，廟埕及欄杆完成。這次重建共獲信眾捐地42．65坪，捐款4千6百多萬元。
2019年8月24日，中台科技大學在舊社南興宮舉辦溝背之役124週年紀念活動。
今址在北屯區舊社里舊社巷43號，里內有北屯機廠以及北屯總站。

## 祭祀
一樓正殿中龕主祀稱為「舊社媽」的媽祖，陪祀山伯公、左龕配祀關聖帝君、右龕配祀註生娘娘。三樓中龕奉祀玉皇大帝、同祀三官大帝，左龕配祀觀音，右龕配祀神農，左廂文昌殿，右廂太歲殿。
廟每年有三大慶典，分別是農曆正月十五上元節、農曆三月二十三日的媽祖聖誕及前日媽祖遶境、農曆十月十五下元節的謝平安慶典，後因應時代變遷，遶境改為在媽祖聖誕前一週的星期六舉行。三年一次的中元普渡祭典是因早年為祈求豐收而來，由舊社庄頭人主持而餘五庄贊襄。祭祀圈舊社六庄，為舊社庄為中心，境內還有軍功寮、北屯、三份埔、二份埔及頭家庄等五庄，包含北屯區、北區、潭子區部分區域。

## 外部連結
- 官方网站